# Кривобороденко Кирило Олександрович
Кирило Олександрович Кривобороденко (нар. 8 вересня 1996, Чернігів, Україна) — український футболіст, нападник «Чернігова».

## Життєпис
У ДЮФЛУ виступав за чернігівську «Юність» (2009—2011) та Олімпійський коледж імені Івана Піддубного (2012—2013). Дорослу футбольну кар'єру розпочав 2015 року в чернігівському ЮСБ, яка виступала в чемпіонаті Чернігівської області. Після річної перерви повернувся до ЮСБ, який змінив назву на ФК «Чернігів». Виступав за вище вказаний клуб в обласному чемпіонаті та аматорському чемпіонаті України. У професіональному футболі дебютував за «городян» 6 вересня 2020 року в переможному (2:0) виїзному поєдинку 1-го туру групи А Другої ліги України проти «Рубікона». Кирило вийшов на поле в стартовому складі та відіграв увесь матч. Першим голом у професіональному футболі відзначився 26 вересня 2021 року на 40-й хвилині нічийного (1:1) виїзного поєдинку 10-го туру групи А Другої ліги України проти галицьких «Карпат». Кривобороденко вийшов на поле в стартовому складі, а на 88-й хвилині його замінив Максим Шумило.